# Madjarovo (obchtina)
Ne doit pas être confondu avec Madzharovo.
Madjarovo (bulgare : Маджарово) est une obchtina de l'oblast de Khaskovo en Bulgarie.